# Ibis (revista)
Ibis, com o subtítulo "the International Journal of Avian Science", é uma revista científica revisada por pares da British Ornithologists' Union. Os tópicos abordados incluem ecologia, conservação, comportamento, paleontologia, e taxonomia de aves. O editor-chefe é Paul F. Donald (da Royal Society for the Protection of Birds). O jornal é publicado pela Wiley-Blackwell em versão impressa e online. Ele está disponível gratuitamente na internet para instituições no mundo em desenvolvimento através do regime OARE.

## Histórico
- A Série 1 foi publicada de 1859 a 1864, em seis volumes e 24 números. O editor foi Philip Lutley Sclater (1829–1913).[2]
- A Série 2 foi publicada de 1865 a 1870, novamente em seis volumes e 24 números. Editor Alfred Newton (1829–1907).[3]
- Série 3: 1871–1876 (seis volumes, 24 edições). Editor: Osbert Salvin (1835–1898).[4][5]
- Série 4: 1877–1882 (seis volumes, 24 edições). Editores: Osbert Salvin e Philip Lutley Sclater.[6]